# Omloop van het Houtland 2013
L'Omloop van het Houtland 2013, sessantanovesima edizione della corsa, valido come evento dell'UCI Europe Tour 2013 categoria 1.1, si svolse il 25 settembre 2013 per un percorso di 191 km. Fu vinto dal tedesco Marcel Kittel, che terminò la gara in 4h01'15" alla media di 47,5 km/h.
Dei 177 ciclisti alla partenza furono 157 a portare a termine la gara.

## Squadre partecipanti
| N.      | Cod. | Squadra                     |
| ------- | ---- | --------------------------- |
| 1-8     | ARG  | Team Argos-Shimano          |
| 11-18   | FDJ  | FDJ.fr                      |
| 21-28   | LTB  | Lotto-Belisol Team          |
| 31-38   | OPQ  | Omega Pharma-Quickstep      |
| 41-48   | BEL  | Belkin Pro Cycling Team     |
| 51-58   | VCD  | Vacansoleil-DCM             |
| 61-68   | CSS  | Champion System             |
| 71-78   | TNE  | Team NetApp-Endura          |
| 81-88   | AJW  | Accent Jobs-Wanty           |
| 91-98   | CRE  | Crelan-Euphony              |
| 101-108 | TSV  | Topsport Vlaanderen-Baloise |

| N.      | Cod. | Squadra                     |
| ------- | ---- | --------------------------- |
| 111-118 | KOG  | Koga Cycling Team           |
| 121-128 | TJM  | Joker-Merida                |
| 131-138 | WBC  | Wallonie-Bruxelles          |
| 141-148 | MMM  | Team 3M                     |
| 151-158 | SKT  | An Post-Chainreaction       |
| 161-168 | RIJ  | Cyclingteam De Rijke-Shanks |
| 171-178 | STG  | Team Stölting               |
| 181-188 | JVC  | Ventilair-Steria            |
| 191-198 | RLM  | Roubaix-Lille Metropole     |
| 201-208 | DOL  | Doltcini-Flanders           |

## Ordine d'arrivo (Top 10)
| Pos. | Corridore           | Squadra          | Tempo    |
| ---- | ------------------- | ---------------- | -------- |
| 1    | Marcel Kittel       | Argos-Shimano    | 4h01'15" |
| 2    | Nacer Bouhanni      | FDJ.fr           | s.t.     |
| 3    | Jens Debusschere    | Lotto-Belisol    | s.t.     |
| 4    | Graeme Brown        | Belkin           | s.t.     |
| 5    | Kenny Van Hummel    | Vacansoleil      | s.t.     |
| 6    | Blaž Jarc           | NetApp-Endura    | s.t.     |
| 7    | Jean-Pierre Drucker | AccentJobs       | s.t.     |
| 8    | Michael Van Staeyen | Topsport Vl.     | s.t.     |
| 9    | Arnaud Démare       | FDJ.fr           | s.t.     |
| 10   | Timothy Dupont      | Ventilair-Steria | s.t.     |